# Humularia tenuis
Humularia tenuis är en ärtväxtart som beskrevs av Paul Auguste Duvigneaud. Humularia tenuis ingår i släktet Humularia och familjen ärtväxter. Inga underarter finns listade i Catalogue of Life.